# Öratjärnen (Ljusdals socken, Hälsingland, 689748-150487)
Öratjärnen är en sjö i Ljusdals kommun i Hälsingland och ingår i Delångersåns huvudavrinningsområde.